# Приозерне (Гомельський район)
Приозерне (біл. Прыазёрнае) — селище в Улуковській сільській раді Гомельського району Гомельської області Республіки Білорусь.

## Географія

### Розташування
За 10 км від Гомеля.

## Гідрографія
На річці Іпуть (притока річки Сож).

## Транспортна мережа
Транспортні зв'язки степовою, потім автомобільною дорогою Добруш — Гомель. Планування складається із короткої меридіональної вулиці. Дерев'яні селянські садиби біля путівця.

## Історія
Засноване на початку 1920-х років переселенцями із сусідніх сіл. 1931 року жителі вступили до колгоспу. Під час німецько-радянської війни у вересні 1943 року німецькі окупанти повністю спалили селище. У 1959 році у складі племзаводу «Берізки» (центр — село Березки).

## Населення

### Чисельність
- 2009 — 13 мешканців.

## Відомі уродженці
- Н. Ф. Семенцов — лауреат Державної премії Білорусі.